# 酩悅香檳

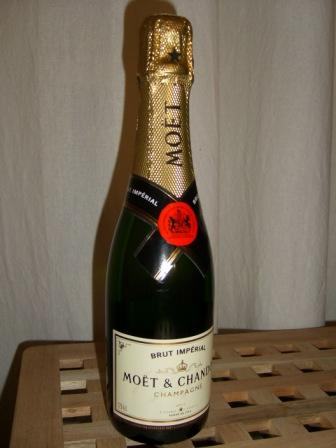
酩悅香檳

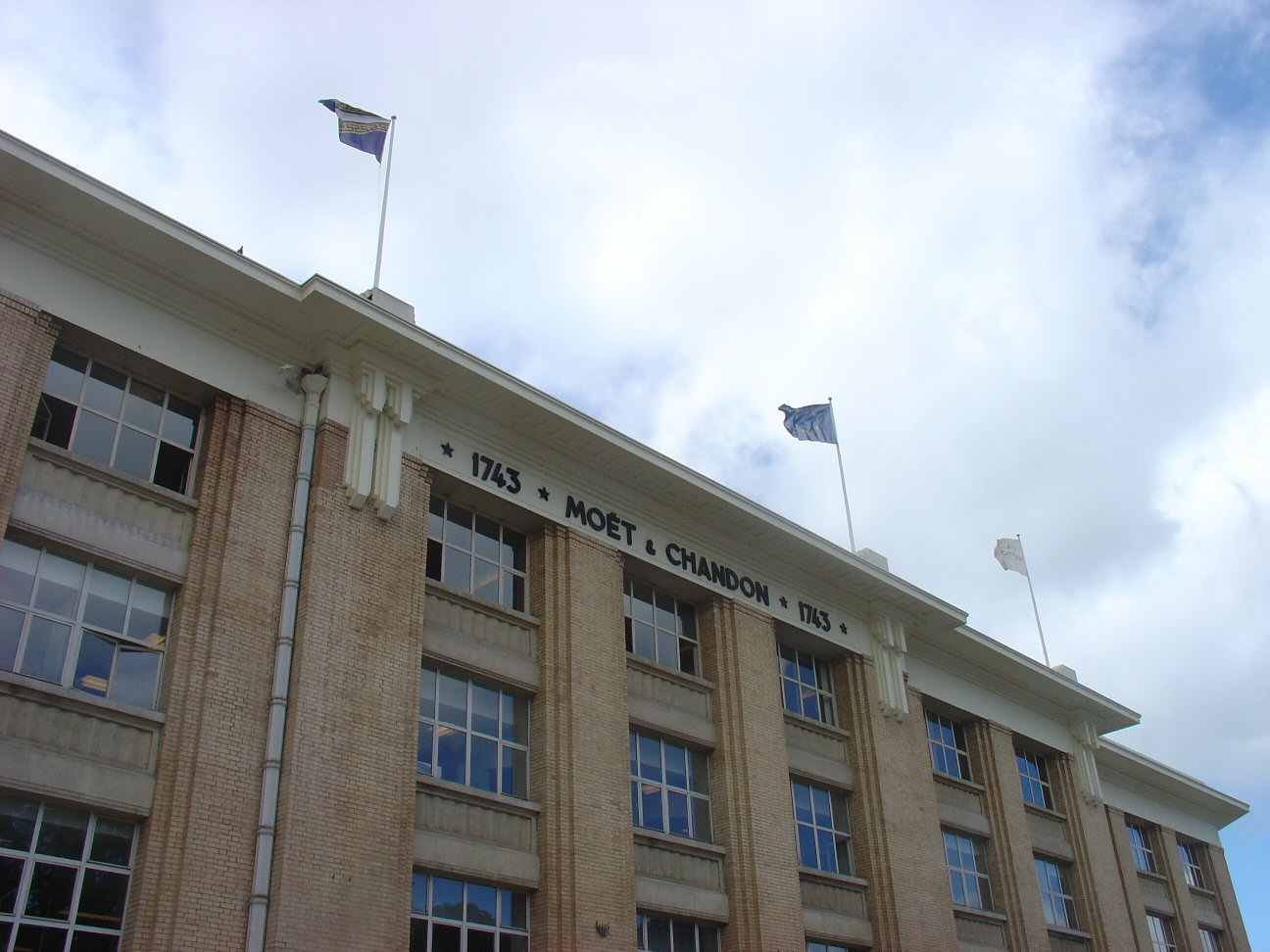
位于法國埃佩尔奈的總部

酩悅香檳（Moët et Chandon），是一隻國際知名的法國品牌香檳酒，創辦於1743年，現由LVMH集團擁有（即Louis Vuitton Moët Hennessy裡的M）。傳說拿破崙·波拿巴每當慶祝勝利時也會飲用。 酩悅香檳酒廠年產2百萬箱。 其他皇室飲家還包括維多利亞女王、奧古斯特·威廉、劍橋公爵等。

## 歷史
酩悅香檳是於1743年由酒商Claude Moët創立。Claude Moët本是從事酒類貿易，後來成立此酒廠生產氣泡酒。成立本名是Moët et Cie，至1833年更名為Moet et Chandon。
酩悅香檳曾於1971年與軒尼詩干邑合併；後於1987年歸入於LVMH旗下。
目前酩悅擁有1,150公頃的葡萄園，年產量達二千多萬瓶。